# Dinkelscherben
Dinkelscherben è un comune tedesco di 6.618 abitanti, situato nel land della Baviera.

## Posizione geografica
Il luogo si trova a circa 25 chilometri a ovest di Augusta, nel mezzo del Naturparks Augsburg-Westliche Wälder. Ad eccezione di piccole zone periferiche, il territorio comunale si trova nel paesaggio di Reischenau (la parte centrale della riserva naturale). Il fiume Zusam serpeggia da sud a nord attraverso il comune.

### Struttura comunitaria
Il comune è composto da 10 frazioni e conta 21 parti comunali (tra parentesi è indicata la tipologia di insediamento):
- Anried (villaggio parrocchiale) con Engertshofen (villaggio)
- Breitenbronn (villaggio parrocchiale) con Holzara (villaggio)
- Dinkelscherben (capoluogo) con Au (villaggio)
- Ettelried (villaggio parrocchiale)
- Fleinhausen (villaggio parrocchiale) con Elmischwang (terra desolata, di fatto un crocevia)
- Grünenbaindt (villaggio parrocchiale)
- Häder (villaggio parrocchiale) con Schempach (villaggio) e Neuhäder (villaggio parrocchiale)
- Lindach (villaggio)
- Oberschöneberg (villaggio parrocchiale) con Reischenau (villaggio), Saulach (villaggio), Siefenwang (villaggio) e Stadel (villaggio)
- Ried (villaggio parrocchiale) con Kühbach (frazione)

### Comuni vicini
Confina a nord con Zusmarshausen, a nord-est con Horgau, a est con Kutzenhausen, a sud con Ustersbach e Fischach, a sud-ovest con l'area senza personalità giuridica di Schmellerforst e Ziemetshausen (distretto di Günzburg) e ad ovest con Burtenbach (distretto di Günzburg).

## Storia

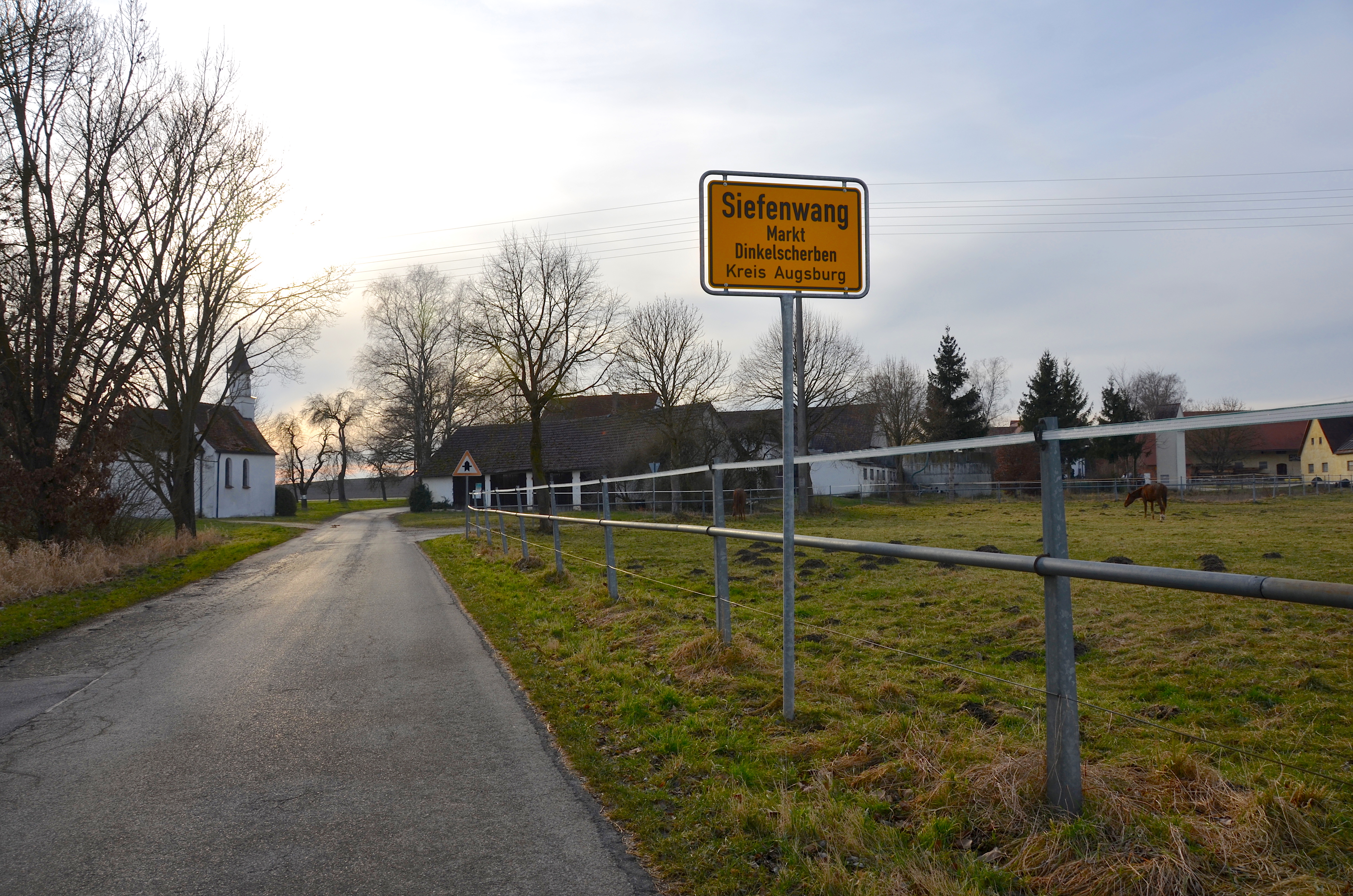
La frazione di Siefenwang (Oberschöneberg)

Il comune di Dinkelscherben venne creato nell'XI secolo dopo il disboscamento di una foresta. Il luogo fu menzionato per la prima volta in un documento nel 1162. Dal XV secolo fino alla secolarizzazione nel 1803 il luogo fu di proprietà della Cattedrale di Augusta, poi passò alla Baviera. Grazie alla sua posizione centrale e al castello di Zusameck, nel XV e XVI secolo il monastero della cattedrale trasformò Dinkelscherben nella "città centrale della regione". Di conseguenza, il luogo ricevette una propria alta corte e una parrocchia. Nel 1514 il paese divenne un centro del commercio locale dall'imperatore Massimiliano I. L'ospedale venne fondato nel 1604 ed esiste ancora oggi.
Nell'ambito delle riforme amministrative del Regno di Baviera, con l'editto comunale del 1818 fu creato l'odierno comune. Dal 1862 al 1929 Dinkelscherben apparteneva all'ufficio distrettuale di Zusmarshausen e dal 1929 a quello di Augusta, che dal 1939 si chiamò distretto di Augusta.
Il 31 luglio 1928 avvenne l'incidente ferroviario di Dinkelscherben, una collisione tra due treni causata da un malfunzionamento dello scambio e del segnale. Si contarono 23 vittime.
Nell'ambito della riorganizzazione comunale della Baviera, il 1º luglio 1972 venne incorporato il comune di Anried. Ettelried si unì il 1º gennaio 1977, seguito da Breitenbronn, Fleinhausen, Grünenbaindt, Häder, Lindach, Oberschöneberg e Ried il 1º maggio 1978. Le società locali includevano la Ferrum GmbH, una filiale della Buderus.
Nel giugno 2024, a seguito dell'alluvione del 2024 nella Germania meridionale a Dinkelscherben, si sono verificate diffuse inondazioni nella metà sud della città, con circa 150 cantine allagate. Sono rimasti allagati anche i seminterrati delle banche e in un supermercato l'acqua ha raggiunto un'altezza di oltre 50 cm. Si presuppone che i danni si aggirino intorno a due milioni di euro, poiché tutti gli allacciamenti domestici, come l'elettricità e il riscaldamento, vengono spesso distrutti. 200 volontari dei vigili del fuoco, 120 servizi d'emergenza della Franconia e centinaia di altri collaboratori hanno lavorato per una settimana a pulire tutto.

## Stemma e toponimo

La descrizione dello stemma del mercato Dinkelscherben è: Spaccato di rosso e argento, ricoperto da un frammento di fiori verdi da cui crescono tre steli dorati di farro. Lo stemma raffigura una botte verde su fondo rosso e bianco da cui crescono tre spighe di grano. Tuttavia lo stemma e l'odierno toponimo derivano da un'errata interpretazione. Dei documenti del Medioevo testimoniano il toponimo “Tenchelserum”, che a sua volta deriva dalla parola “Dankilo” o “Tenchilo” (“l'insediamento sul pascolo del Dankilo”). Già nel XVI secolo però gli abitanti non ne conoscevano più l'origine e interpretarono foneticamente il toponimo come la parola "Dinkelsherben" (schegge di farro), il che spiega anche lo stemma valido ancora oggi. I colori rosso e bianco sullo sfondo sono i colori della penna della cattedrale.
Lo stemma originario fu concesso dall'imperatore Ferdinando I nel 1540. Lo stemma è uno scudo diviso verticalmente, rosso a sinistra e bianco a destra. Al centro si vede un vaso di fiori verde (frammenti) da cui spuntano tre fiori dorati.

### Storia dei nomi storici del luogo (selezione)
- tra il 1217 e il 1220 Tenchelserum, dal nome del servitore Friedrich von Tenchelserum (Fridricus de Tenchelserum)
- dal 1290 Tenkelscherben, da Konrad von Tenkelscherben
- dal 1316 Denkelsherbe
- dal 1791 circa il nome attuale

## Sviluppo della popolazione
Tra il 1988 e il 2018 il comune è cresciuto da 6.176 a 6.425 (un incremento di 249 abitanti, ovvero del 4%), l'aumento di popolazione più basso per un comune del circondario di Augusta nel periodo menzionato.

## Politica

### Sindaco
Il sindaco, dal 2014 in poi, è Edgar Kalb (facente parte di un gruppo apartitico di elettori indipendenti). È stato eletto per altri sei anni al ballottaggio del 29 marzo 2020 con il 54,8%, dopo aver ottenuto il 49,2% tra tre candidati al primo turno il 15 marzo 2020. Il suo predecessore è stato Peter Baumeister (indipendente) (1996–2014).

### Consiglio comunale
Ripartizione dei seggi nel consiglio comunale composto da 20 membri (mandato da maggio 2020 ad aprile 2026):
- CSU: 6 seggi (32,0%)
- Gruppo di elettori indipendenti: 5 seggi (25,2%)
- Elettori liberi di Dinkelscherben: 3 seggi (17,9%)
- Bavaresi Verdi: 3 seggi (12,9%)
- SPD: 2 seggi (8,8%)
- ÖDP: 1 seggio (3,2%)

Dalla fine del 2017 (cambio di consigliere comunale dal Gruppo Elettori Indipendenti all’SPD), vige la seguente distribuzione dei seggi:
- CSU: 7 posti
- Gruppo elettorale indipendente: 4 seggi
- Elettori liberi Dinkelscherben: 4 seggi
- SPD: 5 posti

## Turismo

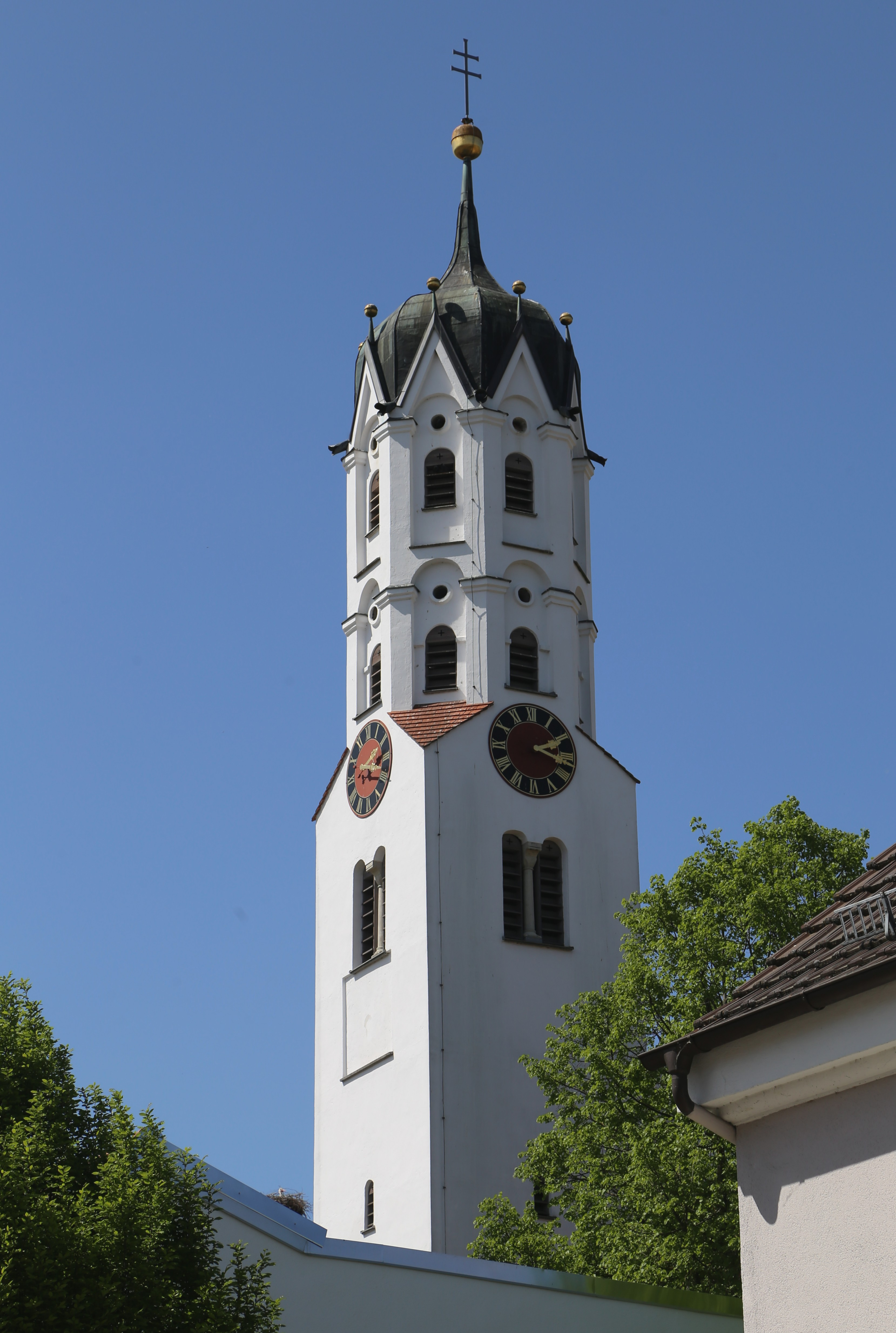
Il campanile della chiesa di Sant'Anna a Dinkelscherben.

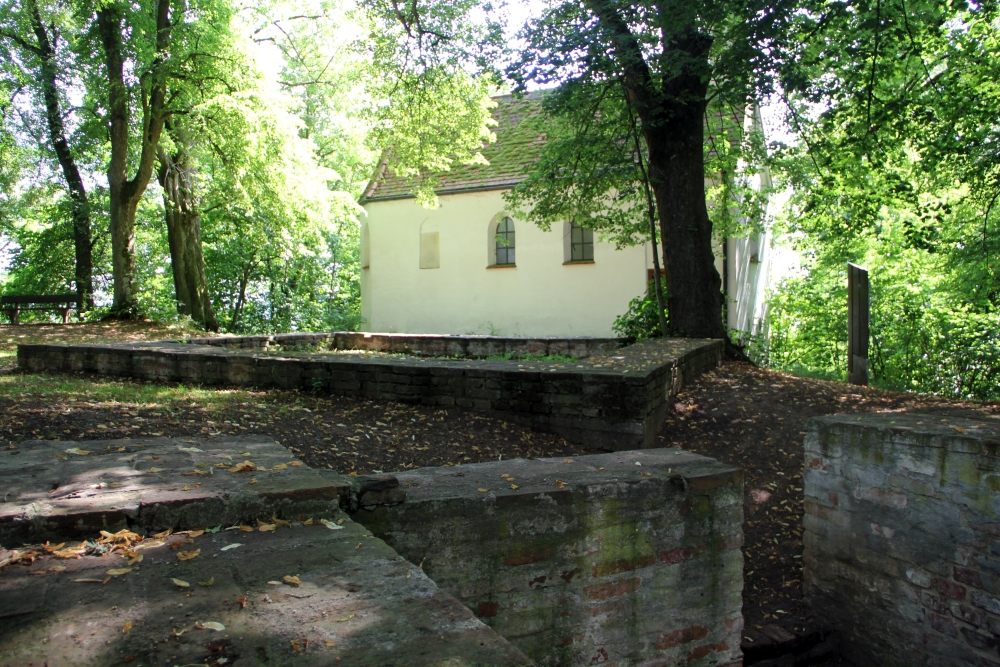
Rovine del castello di Zusameck con cappella sul Kaiserberg, vicino a Dinkelscherben.

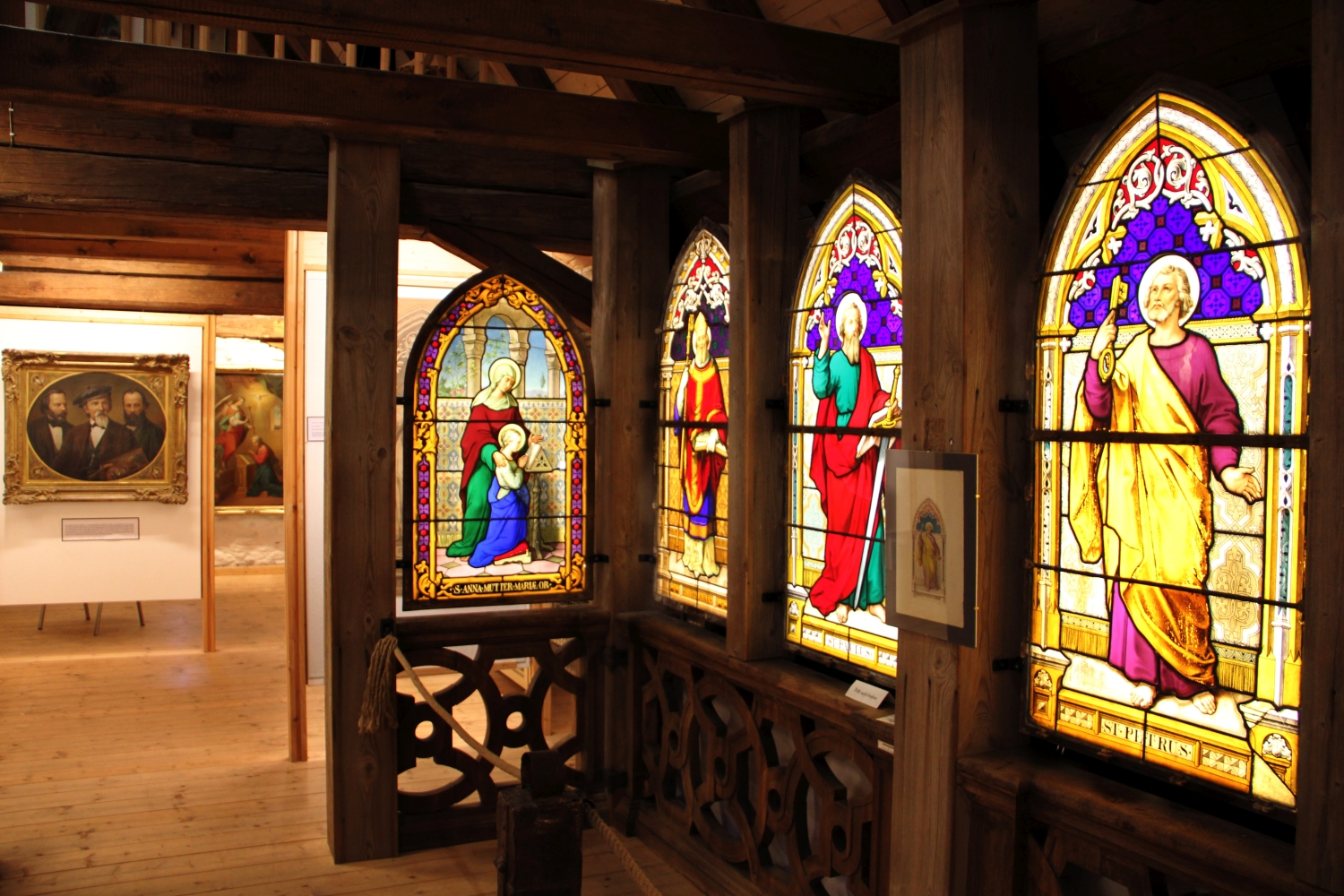
La Galleria Scherer nel Museo di storia locale di Reischenau.

Il paesaggio urbano è dominato dalla chiesa parrocchiale cattolica di Sant'Anna. Fu costruita nel 1507 e nel 1580 venne aggiunta una torre. Nel XVIII secolo l'intero edificio venne ristrutturato in stile barocco. Merita particolare attenzione anche la cappella del castello, l'unico edificio conservato fino ai giorni nostri nel castello di Zusameck. Sempre nel centro della città si trova l'ospedale di Dinkelscherben, fondato nel 1604 dal decano della cattedrale di Augusta Johann Hieronymus Stir von Ostrach e salvato dalla chiusura nel 2019 grazie all'impegno della popolazione di Dinkelscherben. Oggi nell'edificio ha sede una casa di riposo.
Il Museo di storia locale del Reischenau comprende mostre di storia locale e storico-culturale suddivise in tre dipartimenti: reperti della preistoria e della protostoria di Reischenau, una documentazione della vita contadina quotidiana del XVIII e XIX secolo e la Galleria Scherer, unica al mondo. La Galleria Scherer è l'unica al mondo che ospita gran parte del lascito dei fratelli pittori Scherer di Ettelried. I due lavorarono in molti paesi europei, e le loro vetrate colorate si trovano anche in America.
Gli edifici di valore culturale e gli importanti siti storici di Dinkelscherben e dei suoi quartieri possono essere visitati in tre tour lungo il sentiero culturale. Lungo i sentieri sono posizionate delle stele che forniscono informazioni sui luoghi e sulle attrazioni. Il percorso 1 attraversa il capoluogo Dinkelscherben. Il percorso 2 copre l'area del comune orientale intorno a Häder e parti del Reischenau. E il percorso 3 conduce attraverso la parte meridionale con Reischenau e i quartieri occidentali di Grünenbaindt e Fleinhausen. Il percorso 1 può essere percorso a piedi. Per gli altri due percorsi è consigliata almeno la bicicletta.

## Attività ricreative e cultura
La vita a Dinkelscherben e nei suoi quartieri è caratterizzata da un'ampia gamma di opportunità per il tempo libero, la cultura e il turismo. Oltre 100 club, gruppi e artisti locali danno forma attivamente e spesso volontariamente alla vita culturale del comune.
Oltre ad una piscina di 50 m con trampolino e scivolo, un ampio prato per prendere il sole, la piscina panoramica offre anche un parco giochi per bambini e una piscina riscaldata per bambini. C'è anche un percorso fitness e un percorso naturalistico, nonché i campi sportivi del TSV-Dinkelscherben e.V sul Kaiserberg alla periferia della città. In tutto il Reischenau, nel Parco Naturale delle Foreste Occidentali, ci sono molti chilometri di sentieri escursionistici, adatti per gite in bicicletta o lunghe passeggiate. Il "percorso circolare Otto Schneider" conduce attraverso i resti del castello di Zusameck nell'Uhlenberg ricoperto di abeti rossi fino a Wolfsburg nell'adiacente Steinekirch.
A Dinkelscherben ci sono due stazioni di ricarica gratuite per biciclette elettriche, così come diversi parchi giochi pubblici in tutto il comune.
L'associazione musicale di Dinkelscherben si occupa di musica con diversi concerti, il festival estivo nel giardino del municipio e i giochi di Capodanno. La musica classica viene eseguita a intervalli regolari durante i concerti del municipio. L'ultimo fine settimana di luglio si svolge il Dinkel Festival.
Ogni tre anni a Dinkelscherben e nei suoi quartieri si svolgono le settimane culturali “Reischenauer Markstoi” con numerosi eventi provenienti da tutti i possibili ambiti culturali. Dal 1980 decine di associazioni, gruppi e cittadini impegnati partecipano alle settimane culturali.

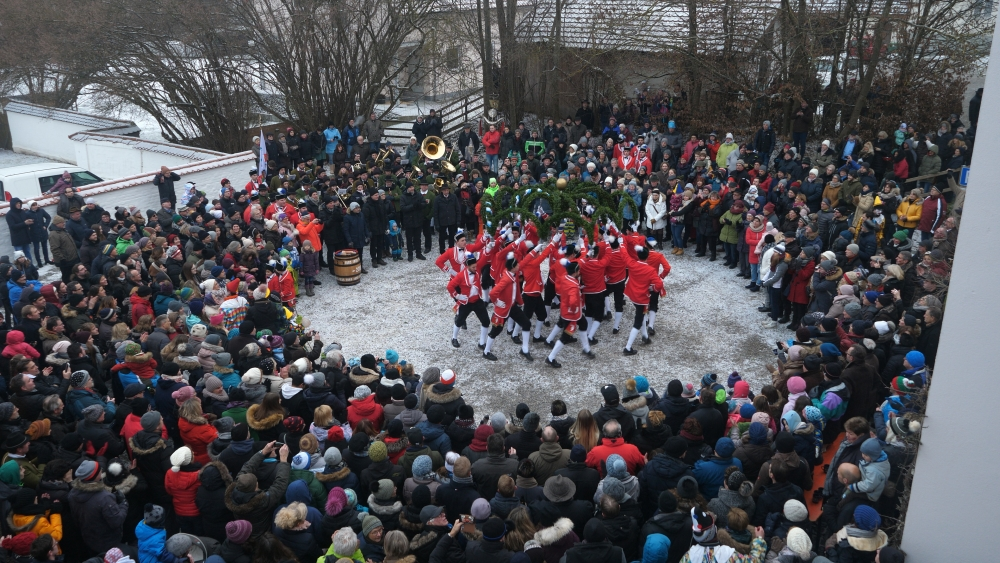
I danzatori Schäffler di Dinkelscherben nel 2019, nel cortile del municipio cittadino.

Ogni sette anni, durante la stagione di carnevale, a Dinkelscherben viene rappresentata la Dinkelscherbener Schäfflertanz. Secondo la tradizione, la tradizione della danza Schäffler nacque a Monaco dopo la peste del 1517. Oltre ai danzatori, che formano varie figure di danza con fogli di carta, partecipano all'evento anche i battitori di botti. Il momento clou del ballo, sempre atteso con impazienza dal pubblico, sono i clown, che prendono di mira coloro che dirigono il ballo e ciò che accade sul posto. La tradizione esiste a Dinkelscherben dal 1893, la più lunga di tutta la Svevia bavarese. La legge non scritta prevede che i partecipanti debbano avere almeno 18 anni, essere maschi, non sposati e residenti a Dinkelscherben. Ad eccezione degli anni della Prima e della Seconda Guerra Mondiale, lo spettacolo si è sempre svolto ogni sette anni, dall'Epifania al Martedì Grasso nei fine settimana e nei giorni festivi. L'ultima danza Schäffler a Dinkelscherben si è svolta nel 2019.

## Trasporti
Oggi la stazione di Dinkelscherben a cinque binari è servita dai treni della linea Regional Express 9 (Ulma - Augusta - Monaco) e della linea Regionalbahn 86 (Dinkelscherben - Augusta - Monaco), ognuno dei quali si riempie ogni ora.
Con l'apertura delle tratte Augusta – Dinkelscherben il 26 settembre 1853 e Dinkelscherben – Burgau il 1 maggio 1854, Dinkelscherben fu collegato alla rete ferroviaria tramite la risultante linea ferroviaria Augusta – Ulma, che faceva parte della Bayerische Maximiliansbahn. Inoltre, il 15 dicembre 1894 fu aperta la linea ferroviaria Dinkelscherben–Thannhausen, che collegava i comuni di Thannhausen e Ziemetshausen con la linea principale. A causa del calo del numero dei passeggeri, il traffico passeggeri sulla linea secondaria è stato interrotto il 24 settembre 1966. A metà degli anni '90 anche il volume delle merci diminuì, tanto che il 31 gennaio 2000 il traffico merci è stato interrotto e la tratta smantellata.
Dinkelscherben è facilmente raggiungibile tramite l'autostrada A8 grazie allo svincolo nella vicina città di Zusmarshausen.